# Giovanni Mangini
Giovanni Mangini (Carpena, 16 settembre 1927) è un ex calciatore italiano, di ruolo centrocampista.

## Carriera
Nato nel 1927 a Carpena, una frazione di Riccò del Golfo di Spezia, cresce a La Spezia, dove debutta in Serie B con lo Spezia nel 1947-1948 disputando tre campionati cadetti per un totale di 43 presenze e 14 reti.
Nel 1950 viene prelevato dal Milan, con cui disputa alcune partite amichevoli, e l'anno successivo scende in IV Serie con il Marzoli. Nel 1953 ritorna a giocare in Serie B con il Brescia, disputando tre campionati per un totale di 81 presenze e 2 reti. Il suo esordio con le rondinelle tra i cadetti risale al 13 settembre 1953 in Brescia-Cagliari (1-0).
Negli anni seguenti gioca con il Pavia ed infine torna allo Spezia.

## Palmarès

### Club

#### Competizioni nazionali
- Coppa Ottorino Mattei: 1

Spezia: 1957-1958